# 右谷蠡王 (且鞮侯单于之子)
右谷蠡王（?—?），中國西汉年间匈奴且鞮侯单于之子，狐鹿姑单于之弟，名不詳，狐鹿姑单于即位后，封為右谷蠡王。
他的兄弟左大都尉贤能，狐鹿姑单于之母阏氏私自派人杀了左大都尉。前85年，狐鹿姑单于病重将死时，对诸贵人说：“我子年少，不能治国，当立弟右谷蠡王。”单于死後，卫律等与颛渠阏氏合谋立狐鹿姑单于的儿子左谷蠡王为壶衍鞮单于。左贤王、右谷蠡王以不得立怨恨，率其众想要南归汉朝。害怕不能达到，于是胁迫卢屠王，想要与西降乌孙，谋击匈奴。卢屠王告发，壶衍鞮单于使人验问，右谷蠡王不服，反把罪名怪罪到卢屠王，国人都称冤枉。于是二王去居其所，不再肯在龙城会见单于。